# Seznam 10 největších ekonomik světa

Data z roku 2019:
>20 bilionů $
10–20 bilionů $
5–10 bilionů $
1–5 bilionů $
750 miliard–1 bilion $
500–750 miliard $
250–500 miliard $
100–250 miliard $
50–100 miliard $
25–50 miliard $
5–25 miliard $
<5 miliard $
bez dat

Seznam 10 největších ekonomik světa obsahuje 10 států, které mají největší HDP na světě. Data v tabulkách jsou z roku 2022.

## Žebříček podle nominálního HDP
| Pořadí | Stát                   | v milionech $ |
| ------ | ---------------------- | ------------- |
| 1.     | Spojené státy americké | 25 462 700    |
| 2.     | Čína                   | 17 936 170    |
| 3.     | Japonsko               | 4 231 141     |
| 4.     | Německo                | 4 072 191     |
| 5.     | Indie                  | 3 385 089     |
| 6.     | Spojené království     | 3 070 667     |
| 7.     | Francie                | 2 782 905     |
| 8.     | Rusko                  | 2 240 422     |
| 9.     | Kanada                 | 2 139 840     |
| 10.    | Itálie                 | 2 010 431     |

## Žebříček podle HDP parity kupní síly
| Pořadí | Stát                   | v milionech $ |
| ------ | ---------------------- | ------------- |
| 1.     | Čína                   | 30 327 320    |
| 2.     | Spojené státy americké | 25 462 700    |
| 3.     | Indie                  | 11 874 583    |
| 4.     | Japonsko               | 5 702 287     |
| 5.     | Rusko                  | 5 326 855     |
| 6.     | Německo                | 5 309 606     |
| 7.     | Indonésie              | 4 036 901     |
| 8.     | Brazílie               | 3 837 261     |
| 9.     | Francie                | 3 769 924     |
| 10.    | Spojené království     | 3 656 809     |